# Le vie della fortuna
Le vie della fortuna (The Good Fairy) è un film del 1935 diretto da William Wyler.